# ریچارد استرنز (ملوان)
ریچارد استرنز (انگلیسی: Richard Stearns؛ زادهٔ september ۴, ۱۹۲۷ (۹۷ سال)) ورزشکار اهل ایالات متحده آمریکا است.
وی در مسابقات کشوری و بین‌المللی در مجموع برندهٔ ۲ مدال طلا، ۲ مدال نقره شده‌است.